# Yoldiella expansa
Yoldiella expansa är en musselart som först beskrevs av John Gwyn Jeffreys 1876.  Yoldiella expansa ingår i släktet Yoldiella och familjen Yoldiidae. Inga underarter finns listade i Catalogue of Life.